# هواپیماها (ترانه)
«هواپیماها» تک‌آهنگی از هنرمند اهل ایالات متحده آمریکا بی. او. بی، هیلی ویلیامز است که در سال ۲۰۱۰ میلادی منتشر شد.
این تک‌آهنگ در چارت‌های اسکاتلند، نیوزلند، بریتانیا در رتبه اول و در چارت‌های، ایرلند، نروژ، استرالیا، آلمان، دانمارک، فنلاند، فلاندرز، اتریش، جزو ده ترانه اول قرار گرفت.